# Hirtodrosophila kuscheli
Hirtodrosophila kuscheli är en tvåvingeart som först beskrevs av Brncic 1957.  Hirtodrosophila kuscheli ingår i släktet Hirtodrosophila och familjen daggflugor. Inga underarter finns listade i Catalogue of Life.